# Lisa Loring
Lisa Loring (nascuda Lisa Ann DeCinces ; 16 de febrer de 1958 - 28 de gener de 2023) va ser una actriu nord-americana. Coneguda sobretot pel seu treball com a actriu infantil des dels sis anys interpretant Dimecres Addams a la sèrie de comèdia de 1964-1966 La família Addams.

## Vida i carrera

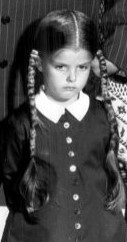
Loring el 1964

Loring va néixer a l'atol de Kwajalein, Illes Marshall, un territori en confiança de les Nacions Unides en aquell moment, que havia estat administrat pels Estats Units. Els seus pares van servir a la Marina dels Estats Units i es van divorciar poc després del seu naixement. Va créixer a Hawaii i més tard es va traslladar a Los Angeles amb la seva mare. Va començar a modelar als tres anys i va aparèixer en un episodi de Dr. Kildare, que es va emetre el 1964. La seva mare va morir d'alcoholisme el 1974 als 34 anys.
Loring es feu famosa pel seu paper de retratar Wednesday Addams a la sitcom The Addams Family (1964–1966). Va ser un dels membres més supervivents del repartiment principal del programa. Més tard va repetir el paper a la pel·lícula de televisió Halloween amb la família New Addams (octubre de 1977). El 1966, es va unir al repartiment de la comèdia d'ABC The Pruitts of Southampton. De 1980 a 1983, va interpretar el personatge Cricket Montgomery a la telenovel·la de la CBS As the World Turns. I també va aparèixer a tres pel·lícules de slasher de classe B: Blood Frenzy (1987), Iced (1988) i Savage Harbor (1987).

## Vida personal
Loring es va casar amb Farrell Foumberg el 1973 quan ella tenia 15 anys i va tenir una filla. El matrimoni va acabar un any després. Loring es va casar amb el seu segon marit, l'actor Doug Stevenson, el 1981. Ell va ser un intèrpret contractat en una altra telenovel·la de CBS/ Procter & Gamble, Search for Tomorrow. Loring va tenir una segona filla amb Stevenson i el seu matrimoni va acabar el 1983.
El 1987, Loring es va casar amb l'actor de cinema per a adults Jerry Butler. Es van conèixer al plató de la pel·lícula per a adults de 1987 Traci's Big Trick, en la qual Loring va treballar com a maquilladora i escriptora sense acreditar. En els anys següents del seu matrimoni, va expressar la seva insatisfacció amb la implicació continuada de Butler en la pornografia i, finalment, Butler va començar a participar en secret en rodatges porno sense el seu coneixement. En una entrevista a Dateline NBC a la dècada de 1990, Butler es va descriure a si mateix com "addicte a l'estil de vida", avergonyit del seu comportament clandestí i del seu efecte en el seu matrimoni. La parella va aparèixer més tard al Sally Jessy Raphael Show, tornant a discutir sobre el dany que la carrera porno de Butler estava causant al seu matrimoni. Butler i Loring es van divorciar el 1992, que també va ser l'any en què va començar a sortir de la indústria del hardcore, i per elecció evident, pràcticament va desaparèixer de la vista pública durant molts anys. Loring es va casar per quarta vegada el 2003 amb Graham Rich. La parella es va separar el 2008 i es va divorciar el 2014.

### Mort
Loring va tenir un ictus causat pel tabaquisme i per hipertensió, i va morir al Providence Saint Joseph Medical Center de Burbank, Califòrnia, el 28 de gener de 2023, als 64 anys.